# Menševici

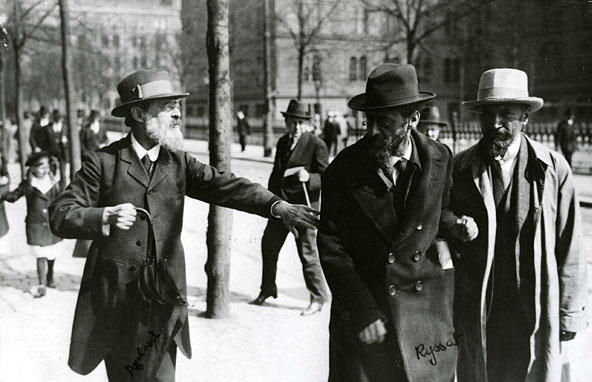
Pavel Axelrod, Julij Martov a Alexandr Martinov ve Stockholmu 16. května 1917

Menševici (menšináři) je název pro členy umírněné frakce ruské sociální demokracie (RSDDS), od které se v roce 1903 oddělila radikální frakce bolševiků vedené Leninem. Menševici zůstali blíže klasickému marxismu, proletářskou revoluci v Rusku podmiňovali industrializací země. Sociálně demokratická strana se oficiálně rozdělila až po únorové revoluci roku 1917 a po říjnové bolševické revoluci byli menševici společně s esery a dalšími politickými stranami bolševiky eliminováni. 

## Historie
Menševici i bolševici měli po roce 1907 fakticky separátní stranické struktury, a přes občasnou snahu dosáhnout opět jednoty se už nikdy zcela nespojili. Nejvýznamnějšími představiteli menševiků byli Julij Martov a Georgij Plechanov, později i Iraklij Cereteli, Nikolaj Čcheidze, či Nikolaj Nikolajevič Suchanov.
Navzdory svému názvu disponovali menševici dlouho širší členskou základnou než bolševici, odmítali řadu metod svých bolševických kolegů a víceméně ctili demokratické zásady. Mnozí menševici však časem přeběhli k bolševikům (jako např. Antonov-Ovsejenko, Kollontajová, Trockij, Vyšinskij nebo Čičerin). Jejich neshody s bolševiky, které měly často podobu osobní nevraživosti mezi vůdci, vedly k tomu, že po říjnové revoluci v roce 1917 byli mnozí z nich pronásledováni a vězněni. V Gruzii během občanské války jistou dobu existovala republika kontrolovaná příslušníky této strany. Řada menševiků nakonec emigrovala.